# NGC 570
NGC 570 est une galaxie spirale barrée située dans la constellation de la Baleine. NGC 570 a été découverte par l'astronome américain George Mary Searle en 1867.

## Caractéristiques
Sa vitesse par rapport au fond diffus cosmologique est de 5 222 ± 21 km/s, ce qui correspond à une distance de Hubble de 77,0 ± 5,4 Mpc (∼251 millions d'al).
À ce jour, une mesure non basée sur le décalage vers le rouge (redshift) donne une distance d'environ 60,000 Mpc (∼196 millions d'al). Cette valeur est à l'extérieur des valeurs de la distance de Hubble.
Selon la base de données Simbad, NGC 570 est une galaxie LINER, c'est-à-dire une galaxie dont le noyau présente un spectre d'émission caractérisé par de larges raies d'atomes faiblement ionisés.

## Groupe de NGC 545 et Abell 194

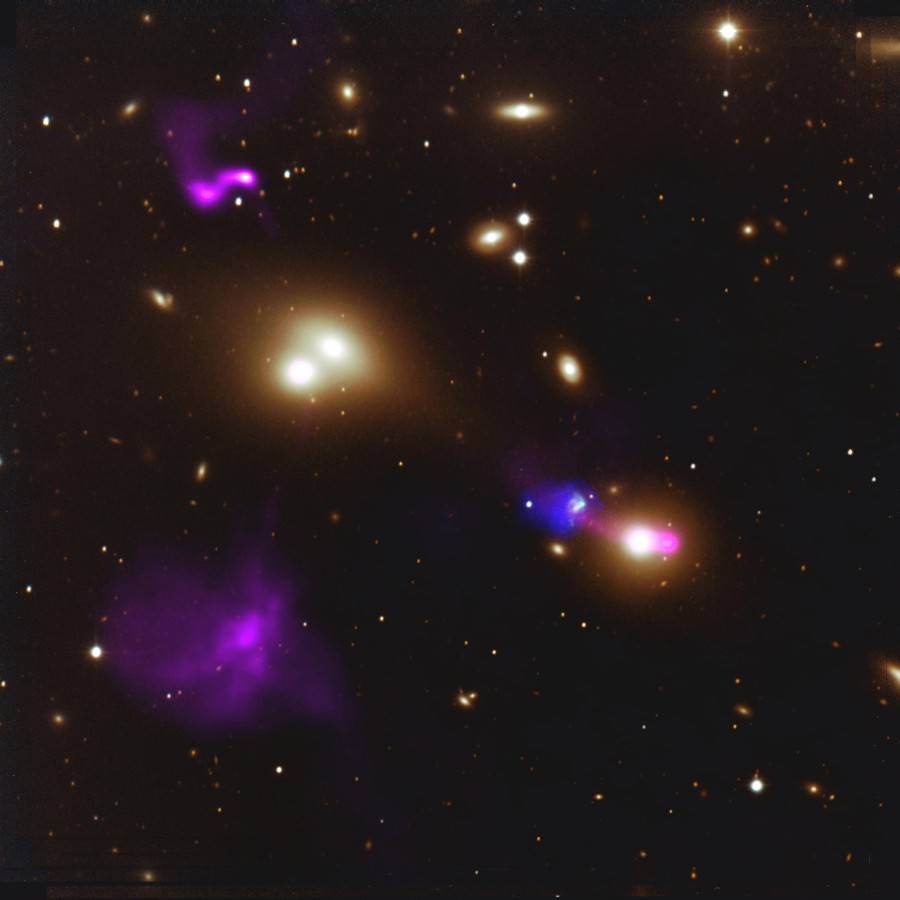
L'amas Abell 194. (Image courtesy of NRAO/AUI and Courtesy of S.Croft;W.van Breugel;W. de Vries;J.van Gorkom;H.Morganti;T.Osterloo;M.Dopita;M.Gregg)

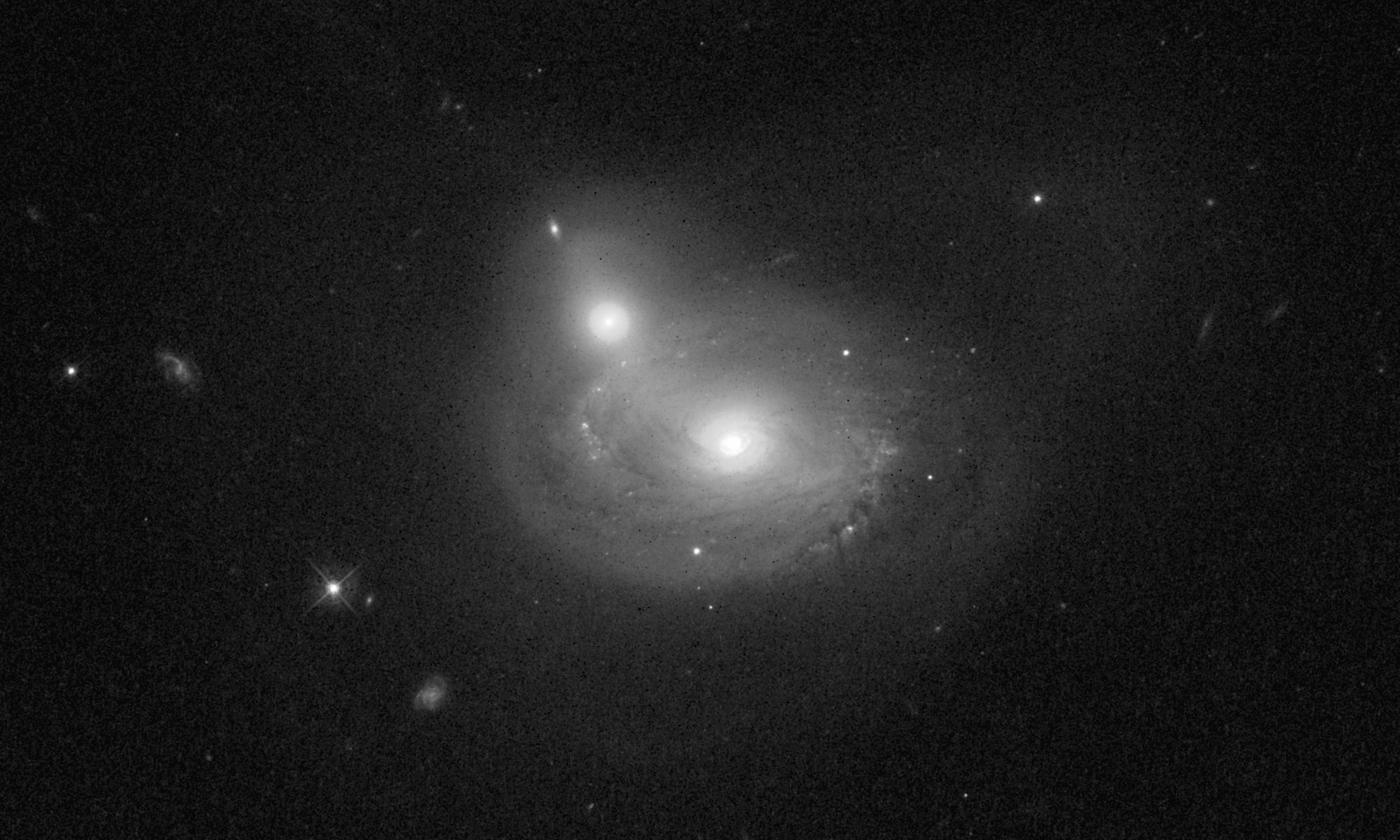
NGC 545 et NGC 547 par le télescope spatial Hubble.

NGC 570 fait partie du groupe de NGC 545, la plus grosse et la plus brillante galaxie de ce groupe. Le groupe de NGC 545 fait partie d'un ensemble plus vaste, l'amas galactique Abell 194,.
Deux galaxies de ce groupe, NGC 545 et NGC 547, produisent d'immenses et puissants jets de matière dans la région qui entoure leur trou noir supermassif central. Ces jets ont été captés en onde radio par les radiotélescopes du VLA et sont montrés en violet sur l'image de l'amas ci-dessous. Les jets de ces deux galaxies en interaction gravitationnelle sont projetés à des distances d'environ 250 000 années-lumière. Le jet plus court de la galaxie NGC 541, un peu plus bas à droite, entre en collision avec un nuage d'hydrogène coloré en bleu foncé qui a aussi été détecté en onde radio par le VLA. L'onde de choc créé par ce jet a engendré une zone de formation de formation d'étoiles, colorée en bleu pâle, imagée dans le visible par le télescope de 2,3 m de l'observatoire de Siding Spring en Australie. Ce type assez rare de pouponnière d'étoiles est connu sous le nom d'objet de Minkowski,, un exemple de trou noir créant la vie dans l'univers sous forme d'étoiles bébés.
Outre NGC 570, les principales galaxies du groupe de NGC 545 sont NGC 530, NGC 530, NGC 541, NGC 547, NGC 560, NGC 564, NGC 577, NGC 585, UGC 892 et UGC 1062 (respectivement CGCG 0118.7-0048 et CGCG 0126.4-0049 notées 0118-0048 et 0126-0049 dans un article d'Abraham Mahtessian paru en 1998).

## Groupe de NGC 585
NGC 570 fait partie du groupe de NGC 585. Ce groupe comprend au  moins 23 galaxies. Les autres galaxies du catalogue NGC de ce groupe sont : NGC 519, NGC 538, NGC 541, NGC 543, NGC 545, NGC 547, NGC 548 et NGC 585.